# Adak Island
51°46′N 176°41′V / 51.767°N 176.683°V
Adak Island er en ø i Stillehavet som tilhører Alaska. På øen findes byen Adak og bjerget Mount Hoffett som er 1196 meter højt. Under anden verdenskrig blev øerne Attu og Kiska invaderet af japanerne. Adak Island blev anvendt som en militærbase, men i begyndelsen af 1943 generobrede amerikanerne øen.
Vest for øen ligger skærene The Three Sisters.